# پیلیگ (داغستان)
پیلیگ (به لاتین: Pilig) یک منطقهٔ مسکونی در روسیه است که در داغستان واقع شده‌است.